# Typha azerbaijanensis
Typha azerbaijanensis är en kaveldunsväxtart som beskrevs av Hamdi och Mostafa Assadi. Typha azerbaijanensis ingår i släktet kaveldun, och familjen kaveldunsväxter. Inga underarter finns listade i Catalogue of Life.